# Cladiella madagascarensis
Cladiella madagascarensis is een zachte koraalsoort uit de familie Alcyoniidae. De koraalsoort komt uit het geslacht Cladiella. Cladiella madagascarensis werd in 1944 voor het eerst wetenschappelijk beschreven door Tixier-Durivault. 